# 司馬蓮扶
司馬蓮扶（?—?），东晋宗室，汝南威王司马祐玄孙，汝南恭王司马统曾孙，汝南王司马羲之孙，司马楷之之子。
太元十四年（389年）八月丁亥，汝南王司马羲去世，司馬蓮扶的伯父司马遵之嗣位。义熙初年，梁州刺史刘稚谋反，推司馬遵之为主，事泄，司馬遵之伏诛。司馬莲扶袭爵汝南王（治所在今河南省息县）。元熙二年（420年），刘宋受禅，汝南国除。